# Sadovi (Krasnooktiabrski)
Sadovi - Садовый (rus) - és un khútor de la República d'Adiguèsia a Rússia. És a la vall del riu Kurdjips, a 7 km al nord-oest de Tulski i a 6 km al sud de Maikop. Pertany al municipi de Krasnooktiabrski.